# Luke Johnson
Luke Anthony Johnson (Redditch, Worcertershire, Inglaterra, 11 de marzo de 1981) es un músico de rock, baterista y compositor inglés. Se le conoce más comúnmente como "Jocko". Johnson comenzó su carrera musical a finales de 1990 tocando para un pequeño local de West Midlands, un local de bandas de punk y metal. A principios de 2003, los de la banda californiana de punk Amen, invitaron a Johnson a unirse a las filas. Después de su salida de Amen en 2005, Johnson formó la banda Beat Union como baterista y compositor junto con Dave Warsop, Dean Ashton y Mark Andrews. Johnson se unió a la banda galesa de metal alternativa Lostprophets desde 2009 hasta que la banda se separó en 2013. El músico también ha participado en otros proyectos musicales, incluyendo trabajos junto al productor John Feldmann (Good Charlotte, The Used, Kelly Clarkson) y ha realizado trabajos para una variedad de bandas, incluyendo The Wonder Stuff y Foxy Shazam.

## Biografía

### Primeros años
Johnson estuvo expuesto a la música desde temprana edad de 2 años. Comenzando con su padre, Les Johnson, que era un promotor de Birmingham de bandas como New Order, Killing Joke y New Model Army. A los 5 años, Johnson comenzó a asistir con su padre a la gira con The Wonder Stuff. Johnson recibió por ese entonces su primer par de baquetas por parte de Martin Gilks e incluso llegó a participar en pruebas de sonido de la batería. "Toda mi vida he estado rodeado de música. He asistido a conciertos y a las pruebas de sonido de la batería de The Wonder Stuff y hasta he tocado en grandes escenarios durante las prueba de sonido y, escuchando el sonido de un kit de batería a través de un PA pensé, Tio, realmente es esto lo que quiero hacer!' "', declaró Johnson. Con el apoyo de sus padres, a los 6 años, Johnson comenzó a tomar clases de batería.

### Beat Union
Beat Union era una banda de pop-punk de Birmingham, Bromsgrove y Redditch. Originalmente conocida como "Shortcut to Newark", el grupo fue comparado con Elvis Costello y The Jam, e incluso con grupos de punk-pop, como Green Day.  
En 2006, la banda estuvo de gira por el Reino Unido con Bedouin Soundclash y Zox. 
Su álbum debut, Disconnected, fue lanzado por "Science Records" en abril de 2008. El álbum fue producido con la ayuda de John Feldmann, productor y líder de Goldfinger. La revista Rolling Stone seleccionó su canción "She is the gun" para ser la canción del día el 17 de julio de 2008. La BBC Radio 1 también popularizó la canción, que llegó a alcanzar el número 5 en sus listas de éxitos.
Después de lanzar el álbum, el grupo estuvo de gira con Goldfinger y, después, tocó en el Warped Tour de los EE.UU en 2008. La gira estounidense fue anunciada con Flogging Molly, seguida de la del Reino Unido, con fechas junto con Less Than Jake.

### Lostprophets (2009-2013)
Tras la marcha del baterista americano Ilan Rubin de Lostprophets, Johnson fue anunciado oficialmente como nuevo baterista de la banda en agosto de 2009, después de haber completado la grabación de su cuarto álbum de estudio The Betrayed. El álbum fue lanzado en enero de 2010, y Johnson estuvo de gira con ellos por Reino Unido desde febrero de 2010. En esta gira, contaron con el apoyo de  Kids in Glass Houses, Hexes, We Are the Ocean and Sharks. Johnson tocó en el quinto y último álbum de la banda, Weapons, que se lanzó en 2012.
La banda se separó a mediados de septiembre del 2013, tras ser el cantante Ian Watkins acusado de varios delitos sexuales, incluido el intento de violación y agresión sexual a un menor.

### No Devotion (2014-2015)
Johnson escribió música para varios artistas durante este periodo, mientras trabajaba en su propia carrera en solitario. También fue el baterista y miembro fundador de la nueva banda de rock formada por exmiembros de Lostprophets, No Devotion, después del encarcelamiento de Watkins.
El músico dejó No Devotion a finales de 2014, aunque no su marcha no fue anunciada por la banda hasta enero de 2015, ya que el resto de la banda esperaba que Johnson cambiara de opinión. Johnson fue sustituido por el baterista exmiembro de Kids in Glass Houses, Phillip Jenkins, como baterista en el tour.

### Carrera en solitario (2015)
En abril de 2015, Johnson lanzó tres sencillos en el servicio de música en streaming SoundCloud, los títulos fueron 'Say Something', 'The Beat of my Heart' y 'Ignorance'.

### Lowlives (2016–presente)
Luke creó la banda Lowlives en 2016 junto con Lee Villain (conocido como Stitch D of The Defiled), su primer concierto fue apoyando a Moose Bloos en Los Angeles en octubre de 2017. Lowlives estrenó su primer EP  Burn Forever en agosto de 2018, en apoyo también a The Used en el mismo mes en Inglaterra. 

## Discografía

### Lostprophets
- Thefakesoundofprogress (2001) (Remasterizado)
- Start Something (2004)
- Liberation Transmission (2006)
- The Betrayed (2010)
- Weapons (2012)

### No Devotion
- Permanence (2015) (algunas canciones)